# Mistrzostwa Świata w Łucznictwie Polowym 1994
14. Mistrzostwa Świata w Łucznictwie Polowym odbyły się w dniach 12–14 sierpnia 1994 w Vertus (Francja). Zawodniczki i zawodnicy startowali w konkurencji łuków dowolnych, gołych oraz bloczkowych. 
Polacy nie startowali.

## Medaliści

### Kobiety
| Konkurencja:     | Złoto:                                                       | Srebro:                                                    | Brąz:                                                 |
| łuk dowolny      | Jenny Sjowall                                                | Carina Henriksson                                          | Hedi Mittermaier                                      |
| łuk goły         | Odile Boussière                                              | Marie Palm                                                 | Jutta Schneider                                       |
| łuk bloczkowy    | Michelle Ragsdale                                            | Petra Eriksson                                             | Susanne Kessler                                       |
| zawody drużynowe | Niemcy · Jutta Schneider · Ellen Spranger · Hedi Mittermaier | Francja · Odile Boussière · Carole Ferriou · Valérie Fabre | Szwecja · Petra Eriksson · Marie Palm · Jenny Sjowall |

### Mężczyźni
| Konkurencja:     | Złoto:                                                                  | Srebro:                                                | Brąz:                                                     |
| łuk dowolny      | Andrea Parenti                                                          | Sven Giesa                                             | Matthew Gray                                              |
| łuk goły         | Alessandro Gaudenti                                                     | Bob Burns                                              | Ladislav Voboril                                          |
| łuk bloczkowy    | Tom Henriksen                                                           | Mario Ruele                                            | Michael Leiter                                            |
| zawody drużynowe | Francja · Jean-François Maranzana · Jean-Paul Laury · Philippe Boistard | Wielka Brytania · Roy Mundon · Dave Jones · Jon Shales | Szwecja · Göran Bjerendal · Morgan Lundin · Sven Anderson |

## Klasyfikacja medalowa
| Lp. | Państwo           | Złoto | Srebro | Brąz | Razem |
| 1.  | Francja           | 2     | 1      | 0    | 3     |
| 1.  | Włochy            | 2     | 1      | 0    | 3     |
| 3.  | Szwecja           | 1     | 3      | 2    | 6     |
| 4.  | Niemcy            | 1     | 1      | 3    | 5     |
| 5.  | Stany Zjednoczone | 1     | 1      | 1    | 3     |
| 6.  | Dania             | 1     | 0      | 1    | 2     |
| 7.  | Wielka Brytania   | 0     | 1      | 0    | 1     |
| 8.  | Australia         | 0     | 0      | 1    | 1     |